# Pirosd
Pirosd település Romániában, Szilágy megyében.

## Fekvése
A Szamos folyó jobb partja közelében, Aranymező, Kővársolymos, Kismező és Kocsoládfalva közt fekvő település.

## Nevének eredete
Nevét az ó szláv pyro, piroha szóból származónak tartják, melynek magyar jelentése a perjés, harasztos szónak felel meg.

## Története
Pirosd nevét 1603-ban Pirosfalva néven említették az oklevelekben, mint a Kővári uradalom Aranymezői járásához tartozó falut. 1831-ben pedig Pirosa néven írták.
A település 1567-1603 között keletkezhetett, mivel Kővár tartozékainak 1567 évi felsorolásakor neve még nem fordult elő. 1614 előtt Maczasdi János birtoka volt, de annak utód nélküli halála után Bethlen Gábor a birtokot Szakácsi Katona Istvánnak és Méhkereki Nagy Mártonnak adományozta. 1624-ben Nagy Márton itteni része Sámsoni Csúthi Gáspáré lett. 1632-ben Rákóczi György Füzesi Katona Istvánt erősítette meg a birtokban, aki birtoka felét Bethlen Gábortól kapta adományként, másik felét pedig Csuthy Gáspártól vásárolta meg. 1650-ben Kővárhoz tartozó birtok volt.
1770-ben végzett összeíráskor báró Diószegi István, Mihály és néhai Ferenc özvegye, Rettegi György, Ladányi János, pojáni Rácz Antal, Keresztesi Józsefné, Újvári Zsuzsanna és Móricz Ferenc birtoka volt. 1788-ban a kincstárnak foglalták le a hűtlenségbe esett báró Diószegi Sámuelnek egy itteni jobbágytelkét. 1829-ben birtokosai voltak: a kincstár, Péchy István, és Ladányi József, özvegy Simon Kata, Rácz István, özvegy Maurer Mária. 1839-ben 140 lakosa volt 24 házban. 1886-ban 172 görögkatolikus lakost számoltak össze a településen, 1891-ben pedig 154 lakosa volt. 1892-ben gróf Teleki Árpádé, aki a kincstártól vásárolta meg, tőle Jósika Sámuel vette meg, és az övé volt még 1898-ban is. Az 1910-es népszámláláskor 209 lakosából 3 német, 206 román volt, melyből 206 görögkatolikus, 3 izraelita volt. A 20. század elején Szolnok-Doboka vármegye Nagyilondai járásához tartozott.

## Nevezetességek
- Görögkatolikus fatemploma - 1868-ban az Arkangyalok tiszteletére szentelték föl. Harangjai 1850-ből valók.